# Rodovia Washington Luís
Pour les articles homonymes, voir Washington Luís (homonymie).

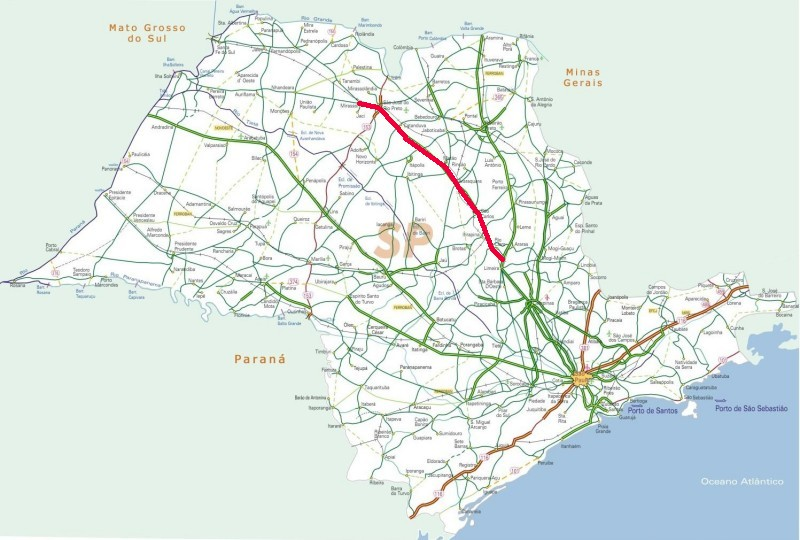
Route de la Rodovia Washington Luís (SP-310).

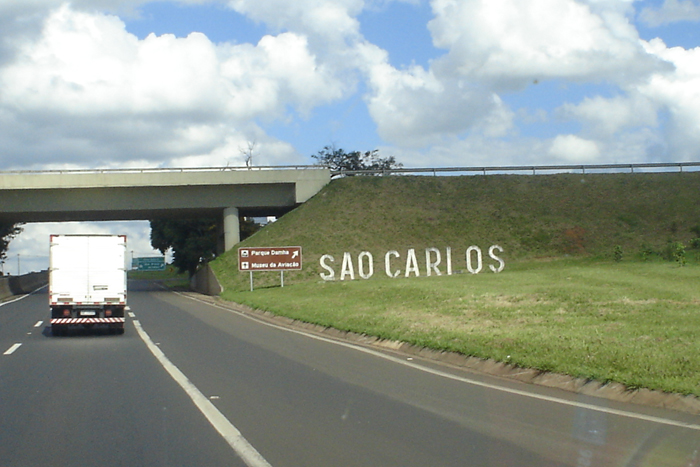
Rodovia Washington Luís (accès à São Carlos), km 236 south way

La Rodovia Washington Luís (dénomme officiellement une partie de la SP-310) est une route de l'État de São Paulo, au Brésil.
La SP-310 possède une autre dénomination sur son parcours.
Son tracé va dans la direction Nord-Ouest de l'État, partant des rodovias Anhangüera au km 153 et Bandeirantes au km 168, sur le territoire de la municipalité de Cordeirópolis et se terminant à l'accès de celle de Mirassol.
Cette route fait la jonction entre les villes de São Paulo et Rio Claro, São Carlos, Araraquara, Catanduva, São José do Rio Preto, entre autres.
Son nom rend hommage à Washington Luís Pereira de Sousa (1869-1957), président du Brésil pour le Parti Pauliste et connu pour sa phrase "gouverner c'est construire des  routes".
Actuellement, la Rodovia Washington Luís est administrée en concession aux entreprises privées Centrovias et Triângulo do Sol, avec plusieurs péages tout au long du parcours. Elle est en double voie sur toute sa longueur.

## L'autoroute
Elle débute au kilomètre 153 Rodovia Anhangüera à Limeira et se termine à Mirassol, au km 454.
Elle est administrée par un système de concessions et elle est divisée en quatre tronçons entretenus pendant 21 ans par des firmes particulières dont comme décrit dans la liste suivante :
- km 153 - Début de l'autoroute Rodovia Anhangüera à Limeira sous l'administration de la firme Centrovias
- km 155 - Balance pour peser les camions (double sens)
- km 156 - Accès à Rodovia dos Bandeirantes (SP 348)
- km 159 - Accès à Cordeirópolis
- km 161 - Radar automatique (sens nord)
- km 165 - Accès à Santa Gertrudes
- km 173 - Police de la route
- km 173 - Accès à Rio Claro
- km 173 - Accès à Piracicaba (36 km)
- km 173,840 - Radar automatique (sens nord)
- km 175,345 - Radar automatique (sens sud)
- km 180 - Accès à São Pedro (51 km)
- km 181 - Péage Rio Claro (sens sud)
- km 182 - Radar automatique (sens sud)
- km 184,396 - Radar automatique (sens sud)
- km 184,400 - SAU (sens sud)
- km 194,600 - Radar automatique (sens sud)
- km 198 - Police de la route
- km 199 - Accès à Corumbataí
- km 199,900 - Radar automatique (sens sud)
- km 200,150 - Balance pour peser les camions
- km 200,150 - SAU (sens nord)
- km 201,200 - Balance obligatoire des camions (sens sud)
- km 205,850 - Radar automatique (Sens nord)
- km 207 - Accès route (SP-225) vers Analândia (16 km), Pirassununga (41 km)
- km 207 - Accès route (SP-225) vers Itirapina, Represa do Broa, Brotas (34 km), Jaú (85 km) et Bauru
- km 209 - Balance obligatoire des camions (sens nord)
- km 214,100 - Balance obligatoire des camions (sens sud)
- km 217 - Péage Itirapina / São Carlos (sens nord)
- km 217,080 - SAU (sens sud)
- km 225,060 - Radar automatique (sens nord)
- km 227,800 - Fin de l'administration de Centrovias
- km 227,800 - Début de l'administration de Triângulo do Sol
- km 227,900 - Accès à São Carlos vers (SP-215)
- km 227.900 - Accès à Volkswagen engines
- km 227,900 - Accès a (SP-215) vers Ribeirão Bonito (33 km), Dourado (São Paulo) (50 km), Jaú (85 km) et Bauru
- km 227,900 - Accès a (SP-215) vers Descalvado (35 km) et Porto Ferreira (48 km)
- km 228,600 - Accès à São Carlos (Getúlio Vargas avenue)
- km 231 - Accès à São Carlos
- km 231 - Accès à FADISC
- km 231 - Accès a Jardim Tangará
- km 231,750 - Accès à São Carlos
- km 231,750 - Accès a Jardim Maria Stella Fagá et
- km 231,750 - Accès a Estrada da Babilônia (SCA-334)
- km 231,760 - Radar automatique (sens nord)
- km 232 - Accès à São Carlos
- km 232 - Accès a Vila Santa Maria I, II et São Carlos VIII
- km 232 - Accès à São Carlos (Vila Nery)
- km 233,700 - Police de la route
- km 234 - Accès à São Carlos (Araraquara avenue)
- km 234,200 - Passerelle piétonne
- km 235 - Accès à UFSCar
- km 235 - Accès à São Carlos
- km 235,400 - Accès route (SP-318) vers São Carlos Airport, TAM Museum et Technology Center of TAM (14 km)
- km 235,400 - Accès a (SP-318) vers Damha Golf Club (2 km) et Ribeirão Preto (91 km)
- km 235,800 - Accès à São Carlos (Luís Augusto de Oliveira avenue)
- km 236,500 - Accès à Tecumseh do Brasil
- km 236,500 - Accès à São Carlos
- km 236,750 - Passerelle piétonne
- km 240 - Accès à São Carlos
- km 240 - Accès à UNICEP, USP II et Makro
- km 247 - Accès à Ibaté
- km 253,100 - SAU (north way) Ibaté
- km 260,150 - Radar automatique (sens sud)
- km 268 - Accès à Araraquara
- km 268 - Accès route (SP-255) vers Ribeirão Preto (83 km)
- km 268 - Accès route (SP-255) vers Jaú (66 km), et Barra Bonita (86 km)
- km 271,300 - Radar automatique (sens nord)
- km 273 - Police de la route
- km 273,900 - Accès à Araraquara
- km 282 - Péage Araraquara
- km 282,400 - SAU (south way) Araraquara
- km 287 - Accès à Ibitinga
- km 291 - Aire de repos (sens nord)
- km 291,800 - Radar automatique (sens nord)
- km 292 - Accès route Rodovia Brigadeiro Faria Lima (SP-326) vers Matão, Bebedouro (83 km), et Barretos (130 km)
- km 301 - Accès à Matão
- km 315 - Accès à Jaboticabal (41 km)
- km 325 - SAU (sens nord) Taquaritinga
- km 329 - Accès à Taquaritinga vers (SP-333)
- km 330 - Accès à Itápolis (24 km), Borborema (50 km)
- km 341 - Accès à Cândido Rodrigues (11 km)
- km 348 - Péage
- km 351 - Accès à Agulha et Botelho
- km 353 - Accès à Uraí
- km 364 - Accès à Santa Adélia
- km 376 - Accès à Pindorama et Roberto (8 km)
- km 382 - Police de la route
- km 382 - Accès à Catanduva
- km 382 - Accès à Novo Horizonte (50 km)
- km 384 - Accès à Bebedouro (73 km) et Urupês (32 km)
- km 384 - SAU (sens sud) Catanduva
- km 394 - Accès à Catiguá et Olímpia (43 km)
- km 394,900 - Radar automatique (sens nord)
- km 398 - Péage
- km 398,500 - SAU (sens nord) Catiguá
- km 402 - Accès à Ibirá
- km 412 - Accès à Uchoa
- km 425 - Police de la route
- km 425 - Accès à Cedral
- km 430 - Accès a Engenheiro Schmidt
- km 436 - Accès à Barretos (98 km) et Lins (118 km)
- km 437 - Radar automatique (sens sud)
- km 439 - Accès à São José do Rio Preto et Ilha Solteira (227 km)
- km 443 - SAU (sens sud) São José do Rio Preto
- km 444 - Passerelle Piétonne
- km 444,400 - Radar automatique (sens sud)
- km 452 - Radar automatique (sens nord)
- km 454,300 - Fin de l'administration de Triângulo do Sol, limite entre routes